# Milan Dvořák
Milan Dvořák (ur. 19 listopada 1934 w Pradze, zm. 21 lipca 2022) – piłkarz czeski grający na pozycji obrońcy. W swojej karierze rozegrał 13 meczów w reprezentacji Czechosłowacji i strzelił w nich 3 gole.

## Kariera klubowa
Swoją karierę piłkarską Dvořák rozpoczął w klubie Železničáři Praga. W 1952 roku zadebiutował w nim w pierwszej lidze czechosłowackiej. W 1954 roku przeszedł do Dukli Praga i występował w niej do końca sezonu 1969/1970. Wraz z Duklą siedmiokrotnie zostawał mistrzem Czechosłowacji w latach 1956, 1957/1958, 1960/1961, 1961/1962, 1962/1963, 1963/1964 i 1965/1966. Czterokrotnie zdobył też Puchar Czechosłowacji (1961, 1965, 1966, 1969). W 1956 roku z 15 golami został królem strzelców ligi. W swojej karierze grał również w takich klubach jak: Spartak BS Vlašim (1970–1971) i Viktoria Žižkov (1971).

## Kariera reprezentacyjna
W reprezentacji Czechosłowacji Dvořák zadebiutował 29 listopada 1952 w przegranym 2:3 towarzyskim meczu z Albanią. W 1958 roku został powołany do kadry na mistrzostwa świata w Szwecji. Na tym turnieju wystąpił w czterech meczach: z Irlandią Północną (0:1), z RFN (2:2 i gol), z Argentyną (6:1 i gol) oraz ponownie z Irlandią Północną (1:2). Od 1952 do 1958 roku rozegrał w kadrze narodowej 13 meczów i zdobył w nich 3 bramki.